# يوم تكبير
يوم تكبير (بالأردوية: یوم تکبیر)‏ هو عيد وطني في باكستان في 28 مايو لتخليد ذكرى نجاح الاختبارات النووية تشاجاي-I وتشاجاي-II. وحينها أصبحت باكستان الدولة السابعة التي تمتلك أسلحة نووية، والأولى في العالم الإسلامي. أصبح الدكتور عبد القدير خان بطلاً قومياً بعد هذا اليوم.
أصبح هذا اليوم عيدًا رسميًا في عهد رئيس وزراء باكستان نواز شريف، كما قامت حكومة نواز شريف بتأسيس ميدالية تشاجاي I ومُنحت لأول مرة لعلماء باكستان في عام 1998 الذين شهدوا الاختبارات.